# Hilișeu-Horia
Hilișeu-Horia est une commune du județ de Botoșani en Roumanie.